# Markus Knüfken
Markus Knüfken né le 18 août 1965 à Essen, est un acteur allemand. 

## Filmographie

### Télévision

#### Série télévisée
- 1994 - 2010 : Polizeiruf 110 (saison 23, épisode 6 : Samstags, wenn Krieg ist) : Siggi Schmidtmüller et (saison 39, épisode 1 : Schatten) : Dr Lothar Winter
- 1994 - 2000 : Tatort (saison 1, épisode 290 : Mord in der Akademie et saison 1, épisode 437 : Bittere Mandeln)
- 1996 : Les Routiers (saison 7, épisode 1 : Überraschung in Rotterdam et épisode 13 : Viehdiebe et épisode 2 : Pulverfaß) : Eddi
- 1997 : Zwei Brüder (saison 3, épisode 4 : Die Tochter) : Leonhard Keller
- 1998 : Balko (saison 4, épisode 3 : Histoire d'os) : Heiner Lamprecht
- 1999 : STF (SK Kölsch) (saison 3, épisode 10 : Le faux coupable) : Willi Fuhrmann
- 2001 : Auf Herz und Nieren
- 2001 : Der Millennium Mann
- 2004 : Pfarrer Braun (saison 2, épisode 1 : Ein verhexter Fall et épisode 2 : Der Fluch der Pröpstin) : pasteur Karl Jochen Happe
- 2006 : Sacré Charlie (épisodes 1 à 12) : Stefan Andresen
- 2008 - 2009 : Notruf Hafenkante : Polizeioberkommissar Kai Norden
- 2011 : Küstenwache (saison 14, épisode 24 : Gefährlicher Handel) : Docteur Peters
- 2011 : Die Landärztin : (saison 1, épisode 8 : Schicksalswege, épisode 9 : Entscheidung des Herzens et épisode 10 : Vergissmeinnicht) : Dominik Engel
- 2012 : Soko brigade des stups (SOKO 5113) (saison 38, épisode 16 : Große Jungs)
- 2012 : Großstadtrevier

#### Téléfilm
- 1994 : Drei Tage im April
- 1994 : Die Letzte Entscheidung
- 1996 : Le Clown - Ennemis de toujours (Der Clown) : Vladimir Bulkow
- 1997 : Hotel Mama : Die Rückkehr der Kinder
- 1997 : Liebesfeuer
- 1998 : Callboy
- 1998 : Herzbeben : Die Nacht, die alles veränderte
- 1999 : Hotel Mama : Mama auf der Flucht
- 2000 : Es geht nicht immer nur um Sex
- 2000 : Zwei Mädels auf Mallorca : Die heißeste Nacht des Jahres
- 2000 : Models
- 2002 : Vollweib sucht Halbtagsmann
- 2002 : Verhexte Hochzeit
- 2002 : Ich schenk Dir einen Seitensprung
- 2005 : Das Leben der Philosophen
- 2006 : Un père à tout prix (Zwei Millionen suchen einen Vater)
- 2008 : Manatu : Le Jeu des trois vérités (Manatu – Nur die Wahrheit rettet Dich)
- 2008 : Jumelles, mais pas trop (Hilfe, meine Schwester kommt !)
- 2009 : Coup de foudre au bout du monde (Stürme in Afrika)
- 2010 : Männer lügen nicht
- 2011 : Ma nounou brésilienne (Glück auf Brasilianisch)
- 2012 : La Partition de la mort (Die Braut im Schnee)
- 2012 : Bei Hitze ist es wenigstens nicht kalt
- 2013 : Amour de jeunesse (Liebe am Fjord - Sog der Gezeiten)

### Cinéma
- 1997 : Paradis express (Knockin' on Heaven's Door)
- 1997 : Das merkwürdige Verhalten geschlechtsreifer Großstädter zur Paarungszeit
- 1997 : Pas de deux (court-métrage)
- 1997 : Sterben ist gesünder
- 1997 : Ein Todsicheres Ding
- 1997 : Rendez-vous (court-métrage)
- 1997 : Kochzeit (Love Bites) (court-métrage)
- 1998 : Kai Rabe gegen die Vatikankiller
- 1999 : Bang Boom Bang (Bang Boom Bang – Ein todsicheres Ding)
- 1999 : S. geht rund (court-métrage)
- 2000 : Schule
- 2000 : DoppelPack
- 2000 : Der Held aus Apulien
- 2001 : Im Netz der Lüge
- 2001 : Honolulu
- 2001 : The Last Blow Job (court-métrage)
- 2002 : Bobby
- 2002 : Das Zeitbombenprinzip (court-métrage)
- 2003 : Gott ist tot
- 2005 : Schneckentempo (court-métrage)
- 2011 : On Air
- 2012 : Tschüß Papa (court-métrage)
- 2012 : Antilopen (court-métrage)
- 2012 : On Air